# Chilecoccus browni
Chilecoccus browni är en insektsart som beskrevs av Miller och González 1975. Chilecoccus browni ingår i släktet Chilecoccus och familjen filtsköldlöss. Inga underarter finns listade i Catalogue of Life.